# Nordic Music Prize
Nordic Music Prize är ett årligt musikpris som ges till årets bästa nordiska musikalbum. Priset instiftades 2010 på initiativ av musikfestivalen By:Larm i Norge. Det har tagit inspiration från Mercury Music Prize och har som mål att stärka samarbetet inom musikindustrin i regionen, att öka det internationella intresset för nordisk musik samt att åter lyfta fram fullängdsalbum som en konstform.
Vid den första prisutdelningen 2010 var Prins Håkon av Norge prisutdelare. Priset bestod 2013 av 20 000 euro. Vinnaren utses av en jury bestående av journalister och branschpersoner ledda av juryordföranden Andres Lokko.

## Vinnare och nominerade
| År   | Vinnare                                                      | Nominerade | Källor        |
| ---- | ------------------------------------------------------------ | --- | ------------- |

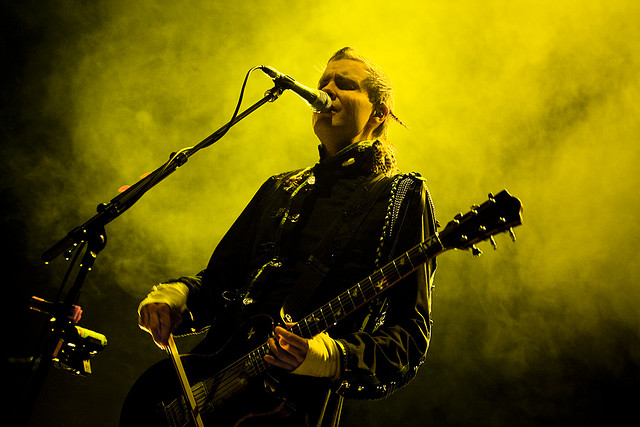
Jónsi vann det första priset 2010.

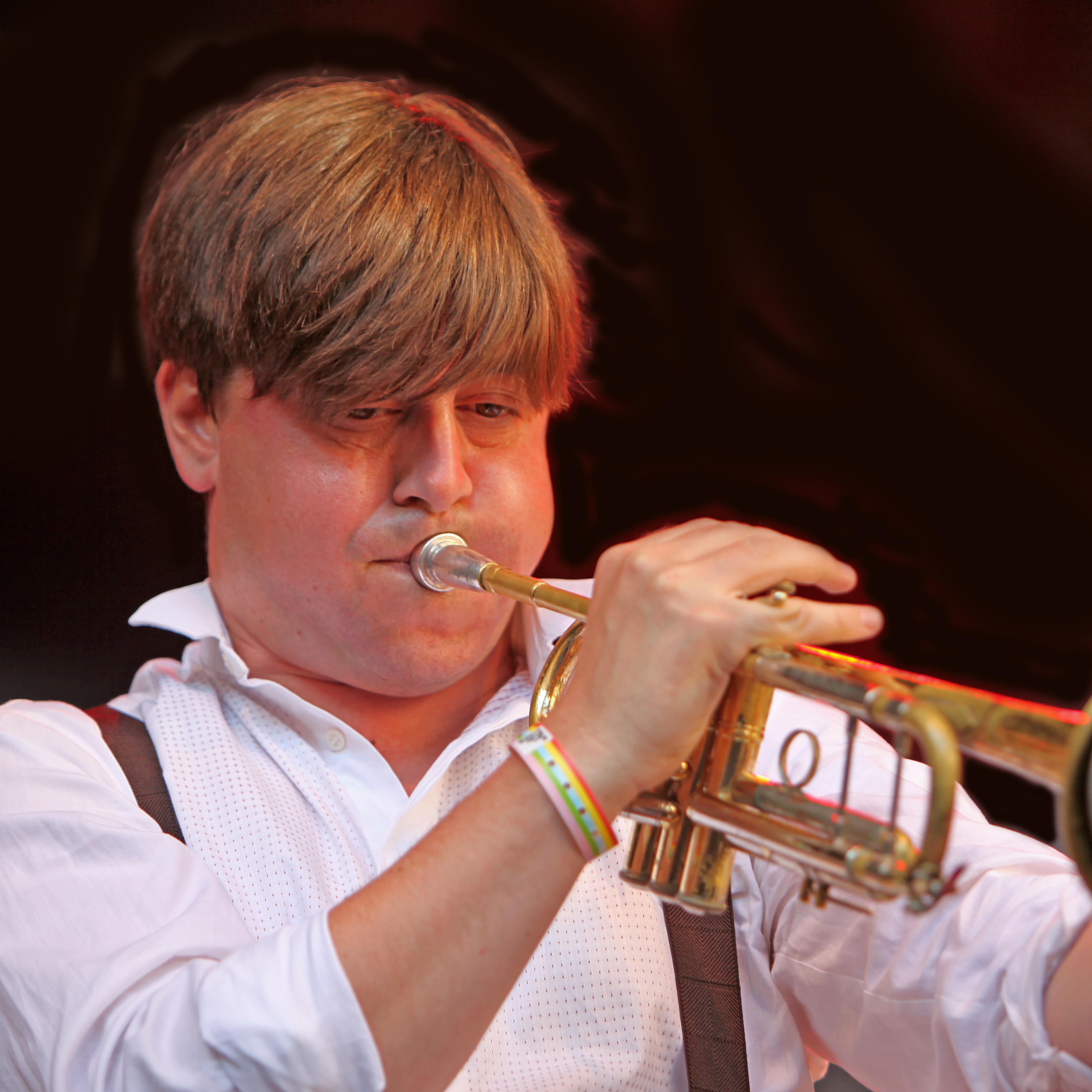
Goran Kajfeš vann 2011.

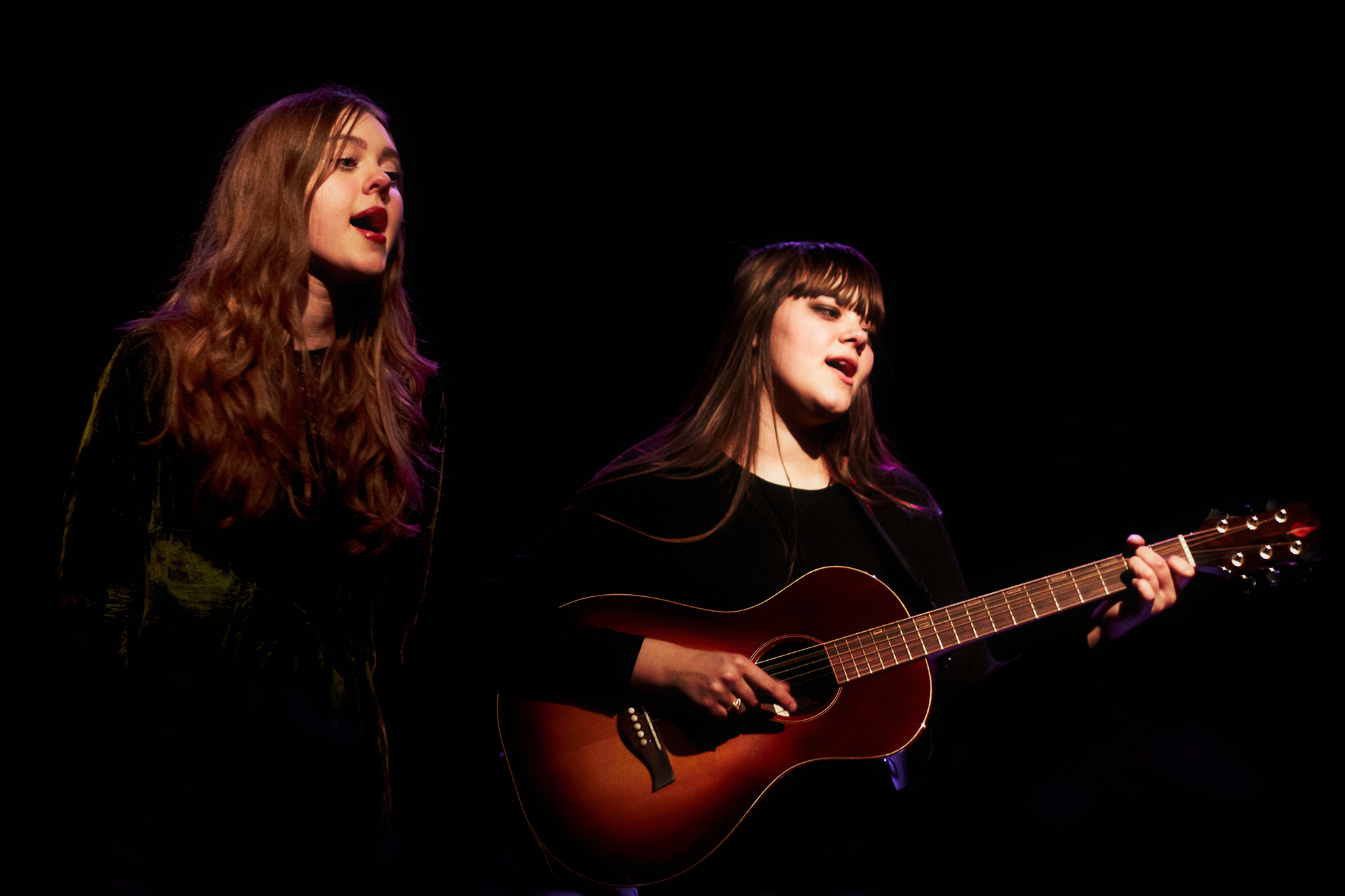
First Aid Kit vann 2012.

| 2011 | Jónsi - Go                                                   | - Dungen – Skit i allt - Paleface – Helsinki – Shangri-La - Frisk Frugt – Dansktoppen møder Burkina Faso i det himmelblå rum hvor solen bor, suite - Susanne Sundfør – The Brothel - Robyn – Body Talk - Efterklang – Magic Chairs - Serena-Maneesh – Serena Maneesh 2: Abyss in B Minor - The Radio Dept. – Clinging to a Scheme - Ólöf Arnalds – Innundir skinni - Kvelertak – Kvelertak - First Aid Kit – The Big Black & the Blue | [ 2 ]         |
| 2012 | Goran Kajfeš – X/Y                                           | - Ane Brun – It All Starts with One - Lykke Li – Wounded Rhymes - Rubik – Solar - GusGus – Arabian Horse - Malk de Koijn – Toback to the Fromtime - Siinai – Olympic Games - Björk – Biophilia - Iceage – New Brigade - Montée – Renditions Of You - Anna Järvinen – Anna själv tredje - The Field – Looping State of Mind | [ 2 ]         |
| 2013 | First Aid Kit – The Lion's Roar                              | - Anna von Hausswolff – Ceremony - Ásgeir Trausti – Dýrð í dauðaþögn - Choir of Young Believers – Rhine Gold - Kerkko Koskinen Kollektiivi – Kerkko Koskinen Kollektiivi - Lindstrøm – Smalhans - Neneh Cherry & The Thing – The Cherry Thing - Pää Kii – Pää Kii - Retro Stefson – Retro Stefson - Selvhenter – Frk. B. Fricka - Susanne Sundfør – The Silicone Veil - Tønes – Sån av Salve                                          | [ 3 ]         |
| 2014 | The Knife – Shaking the Habitual                             | - Atlanter – Vidde - Death Hawks – Death Hawks - Hjaltalín – Enter 4 - Iceage – You're Nothing - Jenny Hval – Innocence Is Kinky - Jenny Wilson – Demand the Impossible! - Minä ja Ville Ahonen – Mia - Mona & Maria – My Sun - múm – Smilewound - / Rhye – Woman - Synd og Skam – Lad Mig Falde Ind Til Dig / Center | [ 4 ] [ 5 ]   |
| 2015 | Mirel Wagner – When the Cellar Children See the Light of Day | - Emilie Nicolas – Emilie Nicolas - Gracias – Elengi - Iceage – Plowing Into the Field of Love - Lorentz – Kärlekslåtar - Lykke Li – I Never Learn - Mø – No Mythologies to Follow - Neneh Cherry – Blank Project - Pink Street Boys – Trash From the Boys - Prins Póló – Sorri - Selvhenter – Motions of Large Bodies - Todd Terje – It's Album Time                                                                                 | [ 6 ]         |
| 2016 | Band of Gold – Band of Gold                                  | - Björk – Vulnicura - Frisk Frugt – Den Europæiske Spejlbue - Anna von Hausswolff – The Miraculous - Jenny Hval – Apocalypse, Girl - Jaakko Eino Kalevi – Jaakko Eino Kalevi - Pekko Käppi & K:H:H:L – Sanguis meus, mama! - Teitur Magnússon – 27 - Myrkur – M - Ost & Kjex – Freedom Wig - Seinabo Sey – Pretend - Danni Toma – Grå                                                                                                 | [ 7 ]         |
| 2017 | Jenny Hval – Blood Bitch                                     | - CTM – Suite for a Young Girl - Bisse – Højlandet - Værket – Jealousy Hits - Jóhann Jóhannsson – Arrival (Original Motion Picture Soundtrack) - Skúli Sverrison, Hilmar Jensson, Arve Henriksen – Saumur - Oranssi Pazuzu – Värähtelijä - The Hearing – Adrian - Mikko Joensuu – Amen 2 - Nosizwe – In Fragments - Kornél Kovács – The Bells - Cherrie – Sherihan                                                                    | [ 8 ] [ 9 ]   |
| 2018 | Susanne Sundfør — Music for People in Trouble                | - Katinkna — Vi er ikke kønne nok til at danse - Solbrud — Vemod - Kaukolampi — 1 - Astrid Swan — From the Bed and Beyond - Björk — Utopia - Högni — Two Trains - Alvia Islandia — Elegant Hoe - Kim Myhr — You / Me - Susanne Sundfør — Music for People in Trouble - Fever Ray — Plunge - Mwuana — Triller - Yung Lean — Stranger                                                                                                   | [ 10 ] [ 11 ] |
| 2019 | Robyn – Honey                                                | - Jenny Wilson – EXORCISM - Robyn – Honey - Sarah Klang – Love in the Milky Way - GDRN – Hvað ef - GYDA – Evolution - Jori Hulkkonen – Simple Music For Complicated People - Karina – Karina - Astrid Sonne – Human Lines - Bisse – Tanmaurk - Soho Rezanejad – Six Archetypes - Lil Halima – love songs for bad lovers - Marja Mortensson – Mojhtestasse – Cultural Heirlooms                                                        | [ 12 ] [ 13 ] |
| 2020 | Hildur Guðnadóttir — Chernobyl                               | - Jada — I Cry A Lot - Lowly — Hifalutin - Stinako — Ikuisuus - The Hearing — Demian - Cell7 — Is Anybody Listening? - Countess Malaise — Hystería - Erlend Apneseth Trio — Salika, Molika - Karpe — SAS PLUS / SAS PUSSY - Pom Poko — Birthday - Jenny Wilson — Trauma - Nadia Tehran — Dozakh: All lovers hell | [ 14 ]        |